# Renata Tebaldiová
Renata Ersilia Clotilde Tebaldiová, nepřechýleně Renata Tebaldi (1. února 1922 Pesaro – 19. prosince 2004 San Marino) byla italská sopranistka. Maestro Arturo Toscanini ji pojmenoval jako „andělský hlas“. Kromě krásy a čistoty jejího hlasu byla obdivována také pro eleganci scénického provedení rolí.

## Život a umělecká kariéra
Ve věku tří let byla zasažena dětskou obrnou, ze které se plně zotavila. Studovala na konzervatoři v Parmě pod vedením profesorů Brancucciho a Campogallianiho a později v lyceu Gioacchina Rossiniho v Pesaru u slavné sopranistky Carmen Melisové.
Roku 1944 debutovala v Rovigu v roli Eleny v opeře Mefistofeles od Arriga Boita. V roce 1946 se zúčastnila koncertu při znovuotevření divadla La Scala v Miláně pod taktovkou dirigenta A. Toscaniniho, kde zpívala Modlitbu z Rossiniho Mojžíše v Egyptě a sopránový part v Te Deum Giuseppe Verdiho; z tohoto představení se dochovala nahrávka.
V roce 1953 svým hlasem zastupovala Sophii Lorenovou v pěveckých scénách filmu Aida v režii Clementa Fracassiho. Na americkém kontinentě debutovala v sanfranciské opeře, a krátce nato, 31. ledna 1955, také poprvé zazpívala publiku Metropolitní opery v New Yorku. Zde ztvárnila roli Desdemony ve Verdiho opeře Othello, kde byla partnerkou Maria Del Monaco. Její vystoupení v Metropolitní opeře se opakovala po dlouhá léta s železnou pravidelností. Z mnoha jejích účinkování byly významné role v Pucciniho operách jako Mimì v Bohémě, Cio-Cio-San v Madam Butterfly, hlavní postava v opeŕe Tosca a Manon v Manon Lescaut, dále ovšem také Violetta ve Verdiho Traviatě. I když byla Tebaldiová obdařena lyrickým sopránem, byla schopna skvěle se zhostit rolí, které vyžadují dramatické nadání a hlas. Tak tomu bylo v jejích dalších rolích z oper Verdiho, a to Leonory v Síle osudu a Elisabetty v opeře Don Carlos.
Mezi velké množství vystoupení po celém světě patří i jedna sezóna (1975–1976) v Sovětském svazu. Mezi dirigenty, se kterými spolupracovala, figurují jména jako Arturo Toscanini, Georg Solti či Herbert von Karajan. Ze scény odešla v roce 1976, po benefičním koncertu v divadle La Scala na podporu obětí zemětřesení v italském Furlansku.
Traduje se, že existovala rivalita mezi Renatou Tebaldi a Marií Callas. Zdá se ale, že spíše než mezi oběma divami existovala rivalita mezi nejvášnivějšími fanoušky obou pěvkyň. Ať už je tomu jakkoli, faktem je, že 16. září 1968 přišla Callasová do zákulisí osobně blahopřát Renatě Tebaldiové po jejím vystoupení v opeře Adriana Lecouvreur od Francesca Cilea, čímž rozehnala veškeré pomluvy.
Zemřela dne 19. prosince 2004 v San Marinu, kde již několik let žila, a je pohřbena v rodinné kapličce na hřbitově v Mattaleto di Langhirano v italské provincii Parma.